# Hierodula
Hierodula Burmeister, 1838 è un genere di insetti mantoidei della famiglia Mantidae.

## Descrizione
Il genere Hierodula, molto simile a Sphodromantis, si distingue da esso per una corporatura più esile e per un capo più piatto e largo. L'ipofallo destro del maschio è sottile, talvolta bifido e leggermente ricurvo. La colorazione è tipicamente verde brillante, ma può essere anche bruna screziata.

## Distribuzione e habitat
Il genere Hierodula è distribuito in Asia, compreso il Caucaso e la penisola arabica, fino all'India, all'Indonesia e all'Australia settentrionale, nei Balcani e in Italia settentrionale.

## Tassonomia
Il genere comprende le seguenti specie:
- Hierodula ansusana Giglio-Tos, 1912
- Hierodula aruana Westwood, 1889
- Hierodula assamensis Mukherjee, 1995
- Hierodula atrocoxata Brunner v.W., 1898
- Hierodula beieri Mukherjee, 1995
- Hierodula bhamoana Giglio-Tos, 1912
- Hierodula biaka Deeleman-Reinhold, 1957
- Hierodula borneana Werner, 1933
- Hierodula brunnea Beier, 1952
- Hierodula chamoana Giglio-Tos, 1912
- Hierodula chinensis Werner, 1929
- Hierodula coarctata Saussure, 1869
- Hierodula crassa Giglio-Tos, 1927
- Hierodula cuchingina Giglio-Tos, 1917
- Hierodula daqingshanensis Wang, 1993
- Hierodula dolichoptera Werner, 1933
- Hierodula doveri Chopard, 1924
- Hierodula dyaka Westwood, 1889
- Hierodula everetti Kirby, 1904
- Hierodula excellens Werner, 1916
- Hierodula formosana Giglio-Tos, 1912
- Hierodula fruhstorferi Werner, 1916
- Hierodula fumipennis Werner, 1926
- Hierodula fuscescens Blanchard, 1853
- Hierodula gigliotosi Werner, 1922
- Hierodula gracilicollis Stal, 1877
- Hierodula grandis Saussure, 1870
- Hierodula harpyia Westwood, 1889
- Hierodula heinrichi Beier, 1935
- Hierodula heteroptera Werner, 1906
- Hierodula immaculifemorata Werner, 1922
- Hierodula inconspicua Beier, 1952
- Hierodula ingens Werner, 1911
- Hierodula italii Giglio-Tos, 1912
- Hierodula jobina Giglio-Tos, 1912
- Hierodula kapaurana Giglio-Tos, 1912
- Hierodula laevicollis Saussure, 1871
- Hierodula lamasonga Giglio-Tos, 1912
- Hierodula latipennis Brunner, 1893
- Hierodula longedentata Werner, 1933
- Hierodula macrostigmata Deeleman-Reinhold, 1957
- Hierodula maculisternum Werner, 1925
- Hierodula major Saussure, 1871
- Hierodula majuscula Tindale, 1923
- Hierodula malaccana Giglio-Tos, 1912
- Hierodula malaya Stal, 1877
- Hierodula membranacea Burmeister, 1838
- Hierodula microdon Werner, 1933
- Hierodula mindanensis Werner, 1930
- Hierodula modesta Brunner v.W., 1898
- Hierodula monochroa Montrouzier, 1855
- Hierodula multispina Wang, 1993
- Hierodula multispinulosa Brunner, 1893
- Hierodula nicobarica Mukherjee, 1995
- Hierodula obiensis Hebard, 1920
- Hierodula obtusata Brunner v.W., 1898
- Hierodula oraea Werner, 1933
- Hierodula ovata Saussure, 1871
- Hierodula papua Werner, 1928
- Hierodula parviceps Stal, 1877
- Hierodula bipapilla Serville, 1839
- Hierodula perakana Giglio-Tos, 1912
- Hierodula philippina Beier, 1966
- Hierodula prosternalis Werner, 1916
- Hierodula pulchra Giglio-Tos, 1912
- Hierodula pulchripes Werner, 1930
- Hierodula purpurescens Brunner v.W., 1898
- Hierodula pustulifera Wood-Mason, 1878
- Hierodula pygmaea Werner, 1933
- Hierodula quadridens Werner, 1916
- Hierodula quadripunctata Werner, 1930
- Hierodula quinquecallosa Werner, 1916
- Hierodula quinquepatellata Werner, 1911
- Hierodula rajah Werner, 1911
- Hierodula ralumina Giglio-Tos, 1917
- Hierodula robusta Saussure, 1871
- Hierodula rufomaculata Werner, 1922
- Hierodula rufopatellata Werner, 1925
- Hierodula salomonis Werner, 1930
- Hierodula samangensis Otte, 2004
- Hierodula sarasinorum Werner, 1926
- Hierodula saussurei Kirby, 1904
- Hierodula schultzei Giglio-Tos, 1912
- Hierodula scutata Karsch, 1892
- Hierodula simbangana Giglio-Tos, 1912
- Hierodula similis Beier, 1935
- Hierodula siporana Giglio-Tos, 1912
- Hierodula sorongana Giglio-Tos, 1912
- Hierodula sternosticta Wood-Mason, 1882
- Hierodula stigmata Brunner v.W., 1898
- Hierodula striata Giglio-Tos, 1917
- Hierodula striatipes Werner, 1933
- Hierodula szentivanyi Beier, 1965
- Hierodula tenuidentata Saussure, 1869
- Hierodula tenuis Giglio-Tos, 1912
- Hierodula timorensis de Haan, 1842
- Hierodula togiana Giglio-Tos, 1912
- Hierodula tonkinensis Beier, 1935
- Hierodula tornica Beier, 1935
- Hierodula transcaucasica Brunner von Wattenwyl, 1878
- Hierodula trimacula Saussure, 1870
- Hierodula unimaculata Olivier, 1792
- Hierodula venosa Olivier, 1792
- Hierodula ventralis Giglio-Tos, 1912
- Hierodula versicolor Henry, 1932
- Hierodula vitreoides Giglio-Tos, 1912
- Hierodula werneri Giglio-Tos, 1912
- Hierodula westwoodi Kirby, 1904
- Hierodula xishaensis Wang, 1993
- Hierodula yunnanensis Wang, 1993